# Sân bay Crotone
Sân bay Crotone hay Sân bay Sant'Anna (tiếng Ý Aeroporto di Crotone-Sant'Anna) (IATA: CRV, ICAO: LIBC) là một sân bay ở thành phố Crotone, vùng Calabria của Italia. Sân bay này có 1 đường băng dài 2000 m rải nhựa đường.